# Dorfkirche Wallwitz

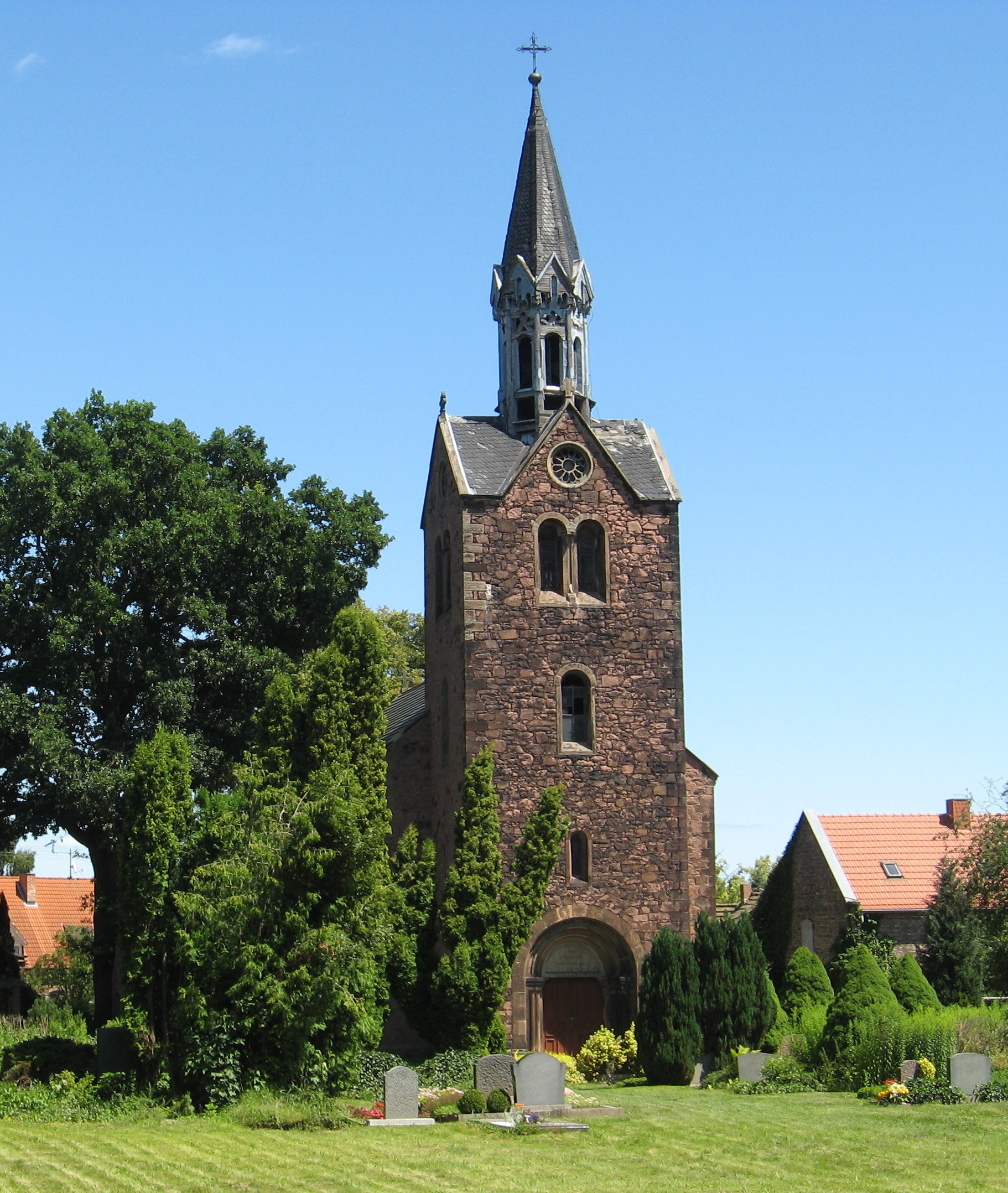
Dorfkirche Wallwitz, 2009

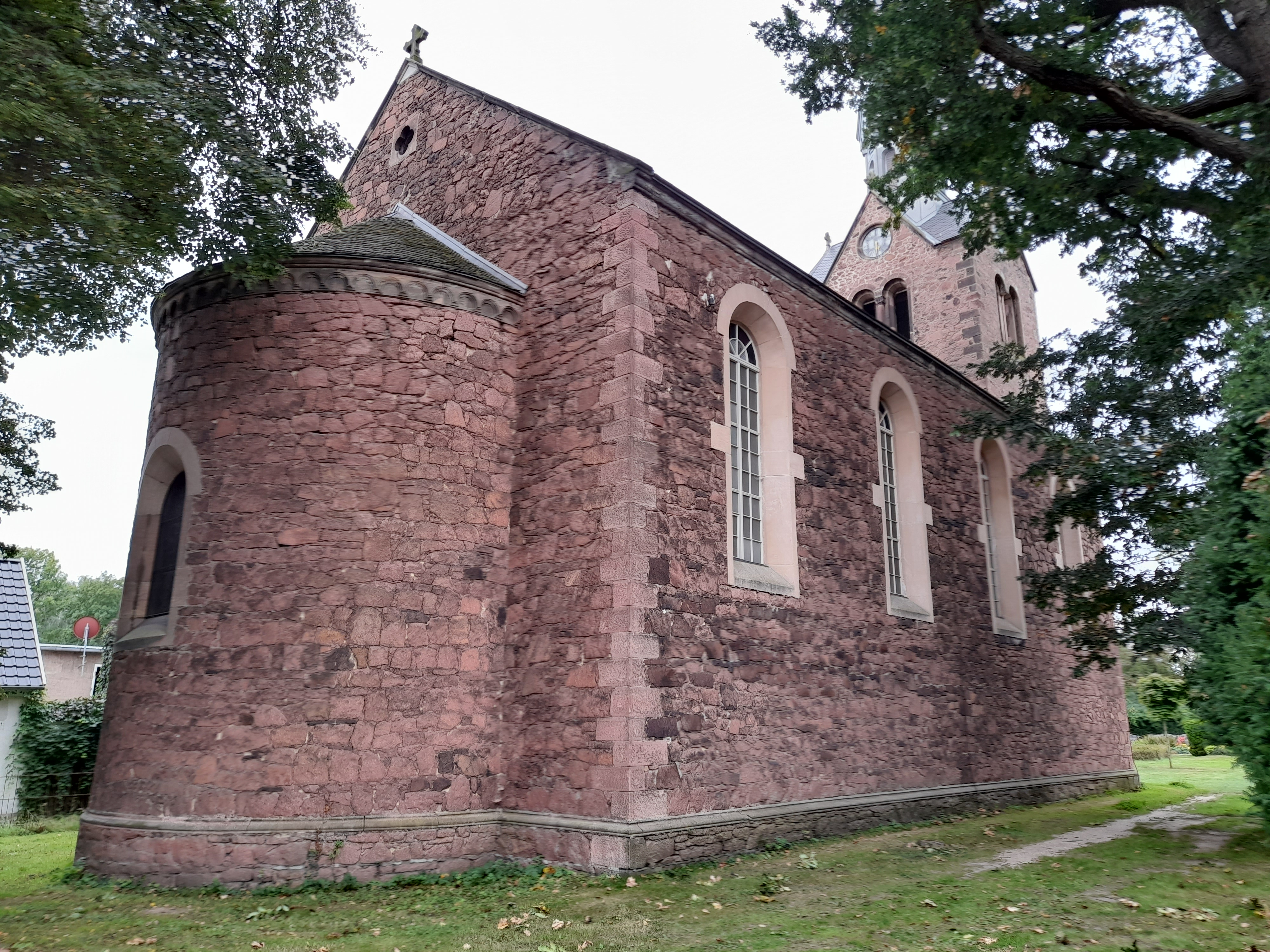
Ansicht von Nordosten, 2021

Die evangelische Dorfkirche Wallwitz ist eine denkmalgeschützte Kirche im Ortsteil Wallwitz der Gemeinde Petersberg in Sachsen-Anhalt. Im örtlichen Denkmalverzeichnis ist sie unter der Erfassungsnummer 094 55502 als Baudenkmal verzeichnet. Sie gehört zum Pfarrbereich Teicha im Kirchenkreis Halle-Saalkreis der Evangelischen Kirche in Mitteldeutschland.

## Geschichte
Die Dorfkirche steht an der Götschetalstraße. Sie wurde 1869 nach Entwurf des Architekten und hochrangigen preußischen Baubeamten Friedrich August Stüler fertiggestellt. Sie wurde aus Porphyrstein-Mauerwerk im neoromanischen Stil errichtet. Die Kirche hat ein abgestuftes Westportal, große Fenster am Kirchenschiff und einen Westquerturm mit kleinen Giebeln. Das Portal der Kirche ähnelt dem Portal der Klosterkirche auf dem Petersberg. Im Tympanon steht ein Bibelzitat: Nahet Euch zu Gott, so nahet Er sich zu Euch Jakob 4V8.

## Ausstattung
Im Inneren zeigt sich das Bauwerk schlicht, eine Balkendecke aus Holz überspannt den Innenraum, die Apsis besitzt ein blau angestrichenes Tonnengewölbe. Die sonstige Ausstattung ist einheitlich neoromanisch und ähnlich der Kirche in Niemberg.

## Orgel
Die Orgel wurde als 116. Werk von Wilhelm Rühlmann aus Zörbig erbaut und besitzt 15 Register auf zwei Manualen und Pedal, sie ist heute unspielbar. 

## Glocken
Der Turm trägt zwei Glocken in einem Holzglockenstuhl. Die kleinere wurde 1678 von Johann Jacob Hoffmann in Halle geschaffen, die größere 1922 aus Eisenguss durch die Gießerei Ulrich & Weule. 2011 wurde die kleine Glocke mit einem elektrisch angetriebenen Läutewerk ausgestattet.